# میگوی سانکیست
میگوی سانکیست (نام علمی: Caridina thambipillai) نام یک گونه از فروراسته میگوهای اصلی است.